# Liz Sheridan
Pour les articles homonymes, voir Sheridan.
Cet article concerne l'actrice américaine Elizabeth Ann Sheridan. Pour la chanteuse britannique du XVIIIe siècle du même nom, voir Elizabeth Ann Linley.
Liz Sheridan est une actrice américaine née le 10 avril 1929 à Rye dans le comté de Westchester (État de New York) et morte le 15 avril 2022 à New York.

## Biographie
Après avoir fait ses débuts dans la série télévisée Kojak, Liz Sheridan apparaît dans de nombreux téléfilms ainsi que des séries comme Hôpital St Elsewhere, Les deux font la paire, Riptide, Santa Barbara ou Clair de lune.
Elle est surtout connue pour avoir joué le rôle d'Helen Seinfeld, la mère de Jerry dans la série Seinfeld, et Raquel Ochmonek, la voisine fouineuse de la série Alf.
Elle a aussi tenu quelques petits rôles au cinéma dans des films comme L'Affaire Chelsea Deardon ou Who's That Girl .
Elle est aussi connue pour avoir été la compagne de James Dean. Elle écrit un livre à propos de leur relation, intitulé Dizzy and Jimmy, dont l'adaptation en film est annoncée en 2022.
Elle meurt le 15 avril 2022, quelques jours après avoir fêté ses 93 ans.

## Filmographie

### Au cinéma
- 1982 : Jekyll and Hyde... Together Again de Jerry Belson : Mrs. Larson
- 1983 : Star 80 : maquilleuse
- 1984 : Nickel Mountain : infirmière à la réception
- 1985 : Avenging Angel : infirmière
- 1985 : School Spirit : Mrs. Kingman
- 1986 : L'Affaire Chelsea Deardon (Legal Eagles) d'Ivan Reitman : Little Old Lady
- 1987 : Who's That Girl : infirmière n° 1
- 1991 : Wishman : Ms. Finger
- 1992 : Only You : Mrs. Stein
- 1993 : Brain Smasher... A Love Story (vidéo) : Ma Molloy
- 1995 : Oublions Paris (Forget Paris) : femme dans la voiture
- 1996 : Always Say Goodbye : Muriel Evans
- 1996 : A & P : Hi-Ho Lady
- 1996 : Wedding Bell Blues : Mrs. Samuel Levine
- 1998 : Just Add Water : Nanna
- 2000 : Closing the Deal
- 2002 : Now You Know : Grandma
- 2004 : Surge of Power : caméo
- 2005 : Escape : employée de la station-service

### À la télévision
- 1977 : Kojak (série télévisée) : Rose
- 1979 : Archie Bunker's Place (série TV) : Lady
- 1982 : La Troisième Guerre mondiale (World War III) (TV) : Naomi Glass
- 1982 : Allô Nelly bobo (série TV) : infirmière
- 1982 : In the Custody of Strangers (TV) : Caseworker
- 1983 : L'Agence tous risques (série TV) : Tina Lavelle (saison 2, épisode 7)
- 1983 : Hôpital St Elsewhere (série TV) : Dr Susan Mauri
- 1983 : Oh Madeline (série TV) : Mrs. Phelps
- 1983 : Les deux font la paire (série TV) : Lydia Lowell
- 1983 : Au fil des jours (série TV)
- 1984 : Second Sight: A Love Story (TV) : Mrs. Carlisle
- 1984 : Three's a Crowd (série TV) : Miss Rockwell
- 1984 : L'Héritage fatal (The Cartier Affair) (TV) : Miss Carpenter
- 1984 : Riptide (série TV) : la secrétaire d'Everitt
- 1985 : L'Agence tous risques (série TV) : une secrétaire (saison 4, épisode 4)
- 1985 : Madame est servie saison 2 épisode 7 (série TV) : femme en couple au début de l'épisode
- 1986 : Santa Barbara (série TV) : infirmière
- 1985 : Sins of the Father (TV) : femme d'âge moyen
- 1985 : Clair de lune (Moonlighting) (TV) : Selma
- 1985 : Generation (série TV) : Clara
- 1986 : A Year in the Life (feuilleton TV) : Lois
- 1986 : Kate's Secret (TV) : Evelyn
- 1986 : Sunday Drive (TV) : hôtesse
- 1986 - 1990 : Alf (série TV) : Raquel Ochmonek
- 1987 : Étalage public (Warm Hearts, Cold Feet) (TV) : Amanda McPherson
- 1988 : The Secret Life of Kathy McCormick (TV) : Mrs. Van Adams
- 1990 : Dr. Ruth's House (TV) : la gouvernante de Ruth
- 1990 - 1999 : Seinfeld (série TV) : Helen Seinfeld
- 1991 : Détour vers le bonheur (Changes) (TV) : Mrs. Hahn
- 1994 : Life with Louie: A Christmas Surprise for Mrs. Stillman (TV) : Mrs. Stillman (voix)
- 1995 : Meurtres en série (Deadline for Murder: From the Files of Edna Buchanan) (TV) : Wendy Padison
- 1997 : Un mariage d'amour (A Match Made in Heaven) (TV)